# Panochthus

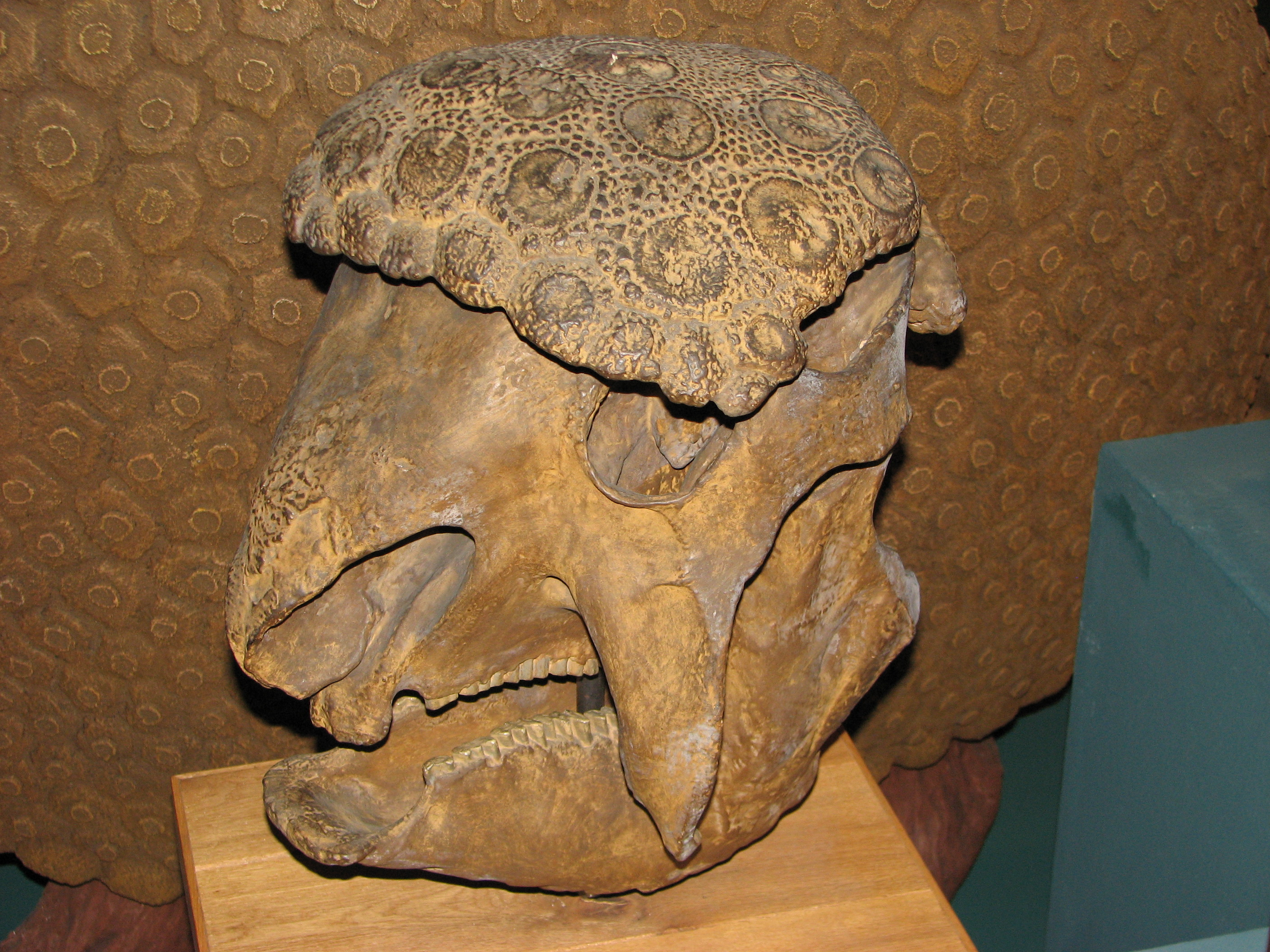

Panochthus es un género extinto de mamífero gliptodonte, que vivió en América del Sur durante la época del Pleistoceno. Sus restos se han encontrado en las regiones del Gran Chaco y las Pampas de Argentina (Formaciones Luján, Yupoí y Agua Blanca), en Brasil (Formación Jandaíra), Bolivia (Formaciones Tarija y Ñuapua), Paraguay y Uruguay (Formaciones Sopas y Dolores).
Pudo alcanzar los 3 metros de longitud y una tonelada y media de peso; la parte superior del cráneo y el cuerpo están protegidos por la armadura hemisférico integrado por cientos de escudos óseos redondeados. La cola, corta y en forma de cuña, consistía en pequeñas bandas óseas con clavos pequeños utilizados para la defensa. También se han reportado anillos traqueales preservados en un espécimen.
|  |